# Лютарівка
Лютарі́вка — село в Україні,  у Теофіпольській селищній громаді Хмельницького району Хмельницької області. Кількість зареєстрованого населення станом на 1 січня 2023 року становило близько 400 осіб. До 2020 орган місцевого самоврядування — Ординецька сільська рада.

## Історія
Лютарівка вперше згадується в архівних документах Кременецького земського суду від 24 червня 1599 року.
7 (20) листопада 1917 року, відповідно до.Третього Універсалу Української Центральної Ради, увійшло до складу Української Народної Республіки.
12 червня 2020 року, відповідно до розпорядження Кабінету Міністрів України № 727-р «Про визначення адміністративних центрів та затвердження територій територіальних громад Хмельницької області», увійшло до складу Теофіпольської селищної громади.
19 липня 2020 року, в результаті адміністративно-територіальної реформи та ліквідації Теофіпольського району, село увійшло до складу Хмельницького району.

## Видатні уродженці
- Шунда Никифор Миколайович — український педагог, науковець, математик.